# 教義
教義（きょうぎ、英: dogma、ドグマ）とは、宗教の教えを体系化したもの。多岐に亘る宗教があり、そのいずれにも独自のこれが存在し、各々の宗教を信奉する人が、これに則って物事を理解したり判断する助けとなるものとされる。教理とは相違がある。転じて、一定集団の中においてのみ支持されているルールや考え方も、比喩的に教義と呼ばれることがある。また教義を絶対化する、あるいは固執する傾向を教条主義（英: dogmatism）という。

## 概要
これらは、宗教における様々な「教え」を明文化したもので、とくに公の会議で認められたものを教義という場合が多い。その一方で、それぞれの宗教における開祖の語録を引用して、それの解釈を含めて教義とする場合も多い。同じ開祖を持つ宗教であっても、その開祖の言動は様々に解釈され、その解釈の違いによって宗派が発生する。宗派は各々の事象に対して異なる見解を持つのが常であるが、これは教義に（特に解釈の部分にて）差異があるために他宗派と相容れなくなっていると思われる。
教義は様々な面で引用され、生活や思想の指針とされるが、稀に破壊的カルトに代表されるような反社会的な内容の教義を持つ宗教も存在する。しかし多くの人々に受け入れられている宗教にあっては、概ね同胞愛や博愛を説いて人と人との共存を呼び掛けており、決して異様な事柄が書き連ねてあったり、社会に混乱を招くようなものではないと考えられる。しかし宗教自体に否定的な人にあっては、この教義の存在からして、個人の自主性を否定するものであると考える人もある。

## 主要宗教の教義
以下に挙げるのは、主要とされる宗教において、宗派の如何に関わらず認められる教義である。

### キリスト教
「教義」と「教理」は異なる。「教理」がキリスト教という宗教の信仰内容についての教えであるのに対して、「教義」は教理に関して教会会議で定められたという意味での公的・法的な意味合いが強い。キリスト教の教理は例えば、以下のようなものであり、教義は例えば「ニカイア信条」、「ニカイア・コンスタンティノポリス信条」等に代表されるようなものである。神は唯一で、父なる神、子なるイエス・キリスト、聖霊の三位格を持つ（三位一体）存在である。神は始めに人間を含めた世界のすべてを創造し、それを良いものとしたが、人が神の命令に背き罪を犯したために、人は罪深い存在となった。神は人を愛する故に、御子イエスを遣わし、十字架の上で人が受けるべき神の裁きを身代わりとなり受けるに至った。イエスは十字架刑によって死ぬが、三日目に復活し、弟子たちの前に現れ、その後、天に昇り、聖霊としてこの世に降った。イエスが我々の罪の代わりに死に、神がイエスを甦らせ、イエスは神の子、救い主であると信じる者は、この世の終わりにおいて自分が受けるべき裁きをまぬがれ、救われ、神の国が完成する。